# Région ecclésiastique des Marches

Carte de la région ecclésiastique des Marches.

La région ecclésiastique des Marches (en italien : Regione ecclesiastica Marche) est l'une des seize régions ecclésiastiques que compte l'Église catholique romaine en Italie.
Cette circonscription d'une superficie de 9 226 km² couvre la totalité de la région administrative des Marches et englobe 1 554 838 habitants répartis sur 822 paroisses. En 2025, elle compte 755 religieux séculiers, 304 religieux réguliers et 177 diacres permanents.

## Archidiocèses et diocèses de la région
La région compte 5 archidiocèses, 7 diocèses et 1 prélature territoriale :
- Archidiocèse d'Ancône-Osimo
  - Diocèse de Fabriano-Matelica
  - Diocèse de Jesi
  - Diocèse de Senigallia
  - Prélature territoriale de Lorette

- Archidiocèse de Fermo
  - Archidiocèse de Camerino-San Severino Marche
  - Diocèse d'Ascoli Piceno
  - Diocèse de Macerata-Tolentino-Recanati-Cingoli-Treia
  - Diocèse de San Benedetto del Tronto-Ripatransone-Montalto

- Archidiocèse de Pesaro
  - Archidiocèse d'Urbino-Urbania-Sant'Angelo in Vado
  - Diocèse de Fano-Fossombrone-Cagli-Pergola

### Articles liés
- Église catholique en Italie
- Liste des diocèses et archidiocèses d'Italie